# Sepvigny
Sepvigny is een gemeente in het Franse departement Meuse (regio Grand Est) en telt 81 inwoners (2009). De plaats maakt deel uit van het arrondissement Commercy.

## Geografie
De oppervlakte van Sepvigny bedraagt 6,5 km², de bevolkingsdichtheid is dus 12,5 inwoners per km².
De onderstaande kaart toont de ligging van Sepvigny met de belangrijkste infrastructuur en aangrenzende gemeenten.

## Demografie
Onderstaande figuur toont het verloop van het inwonertal (bron: INSEE-tellingen).

## Galerij

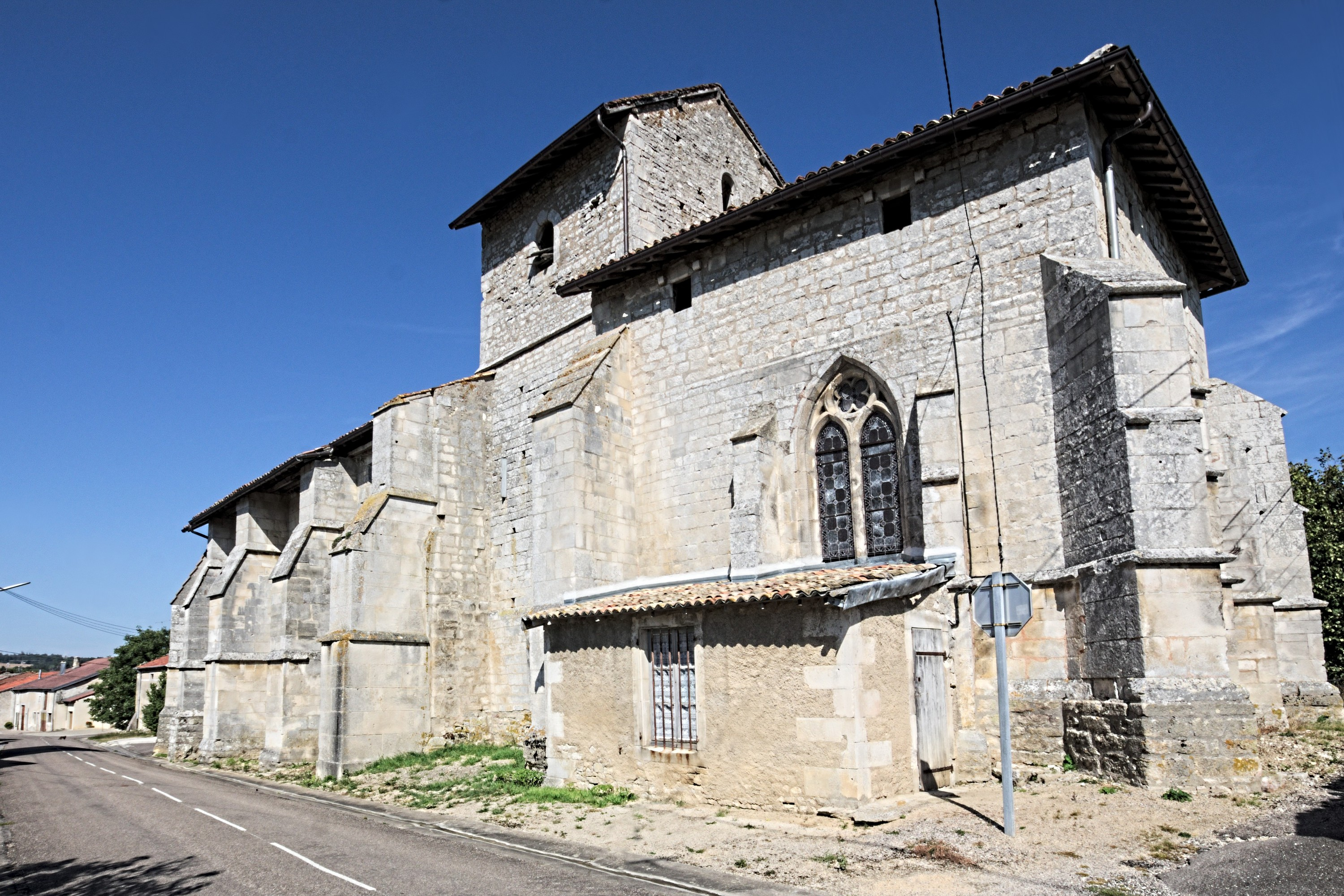
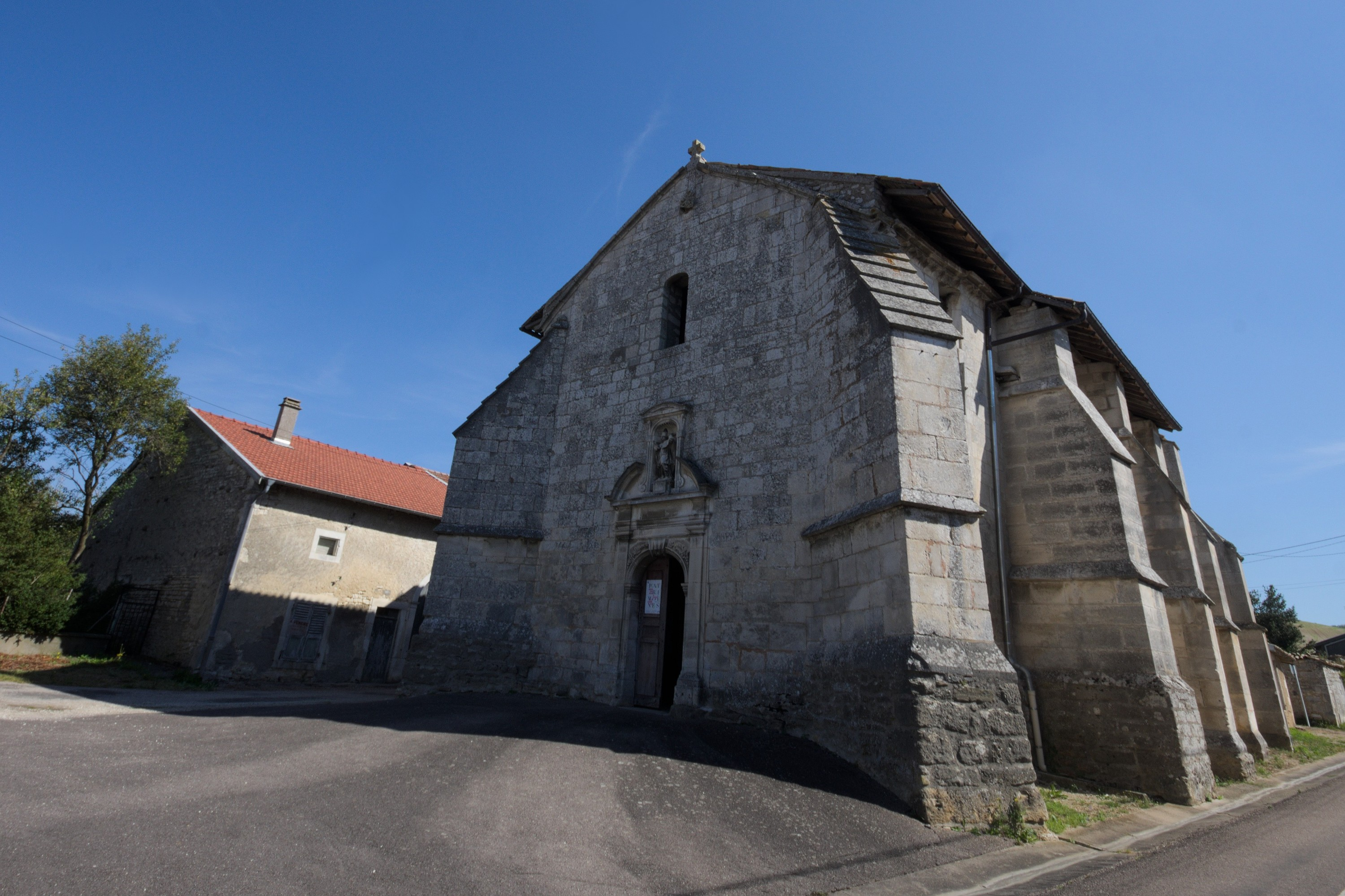
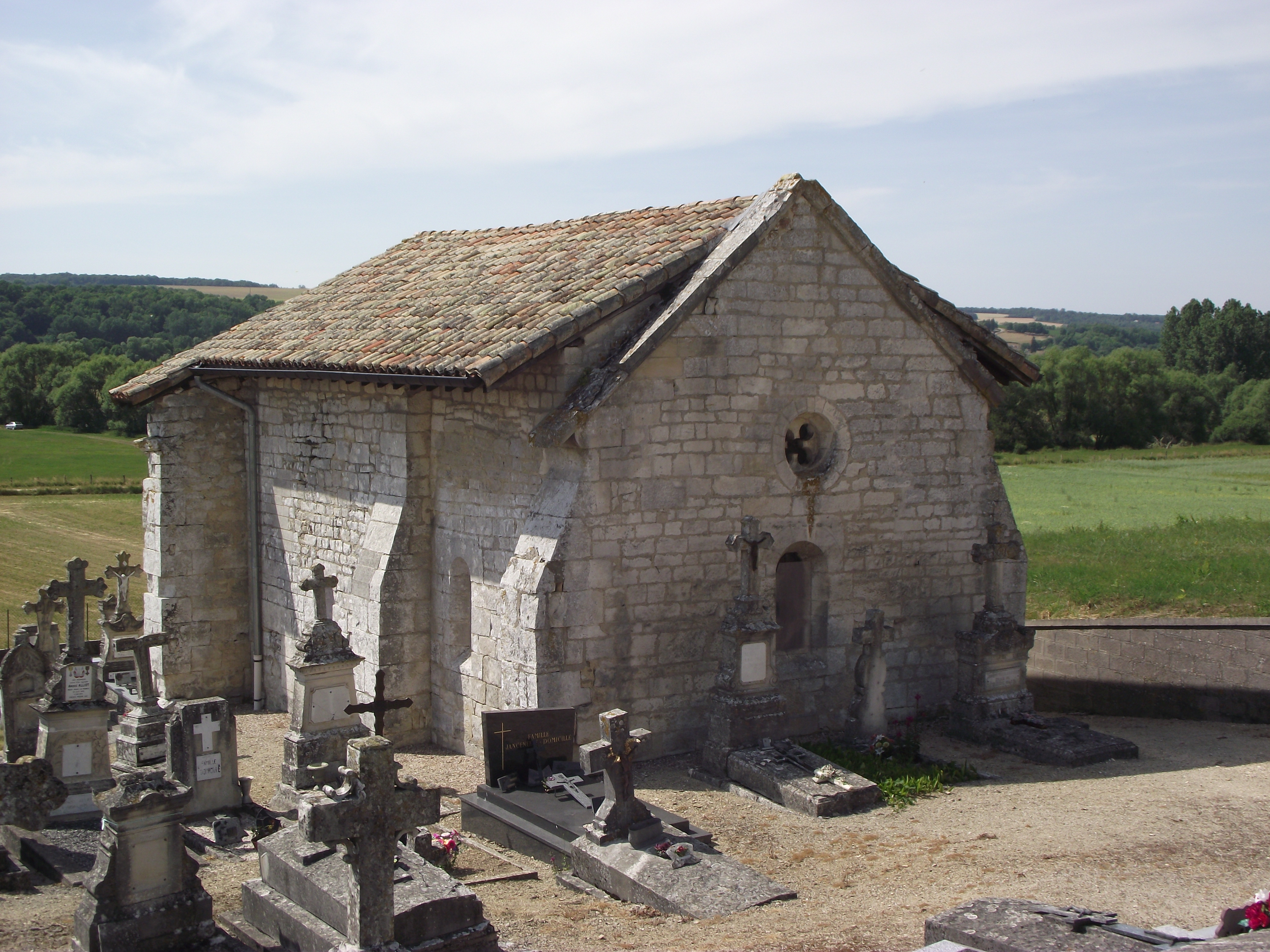
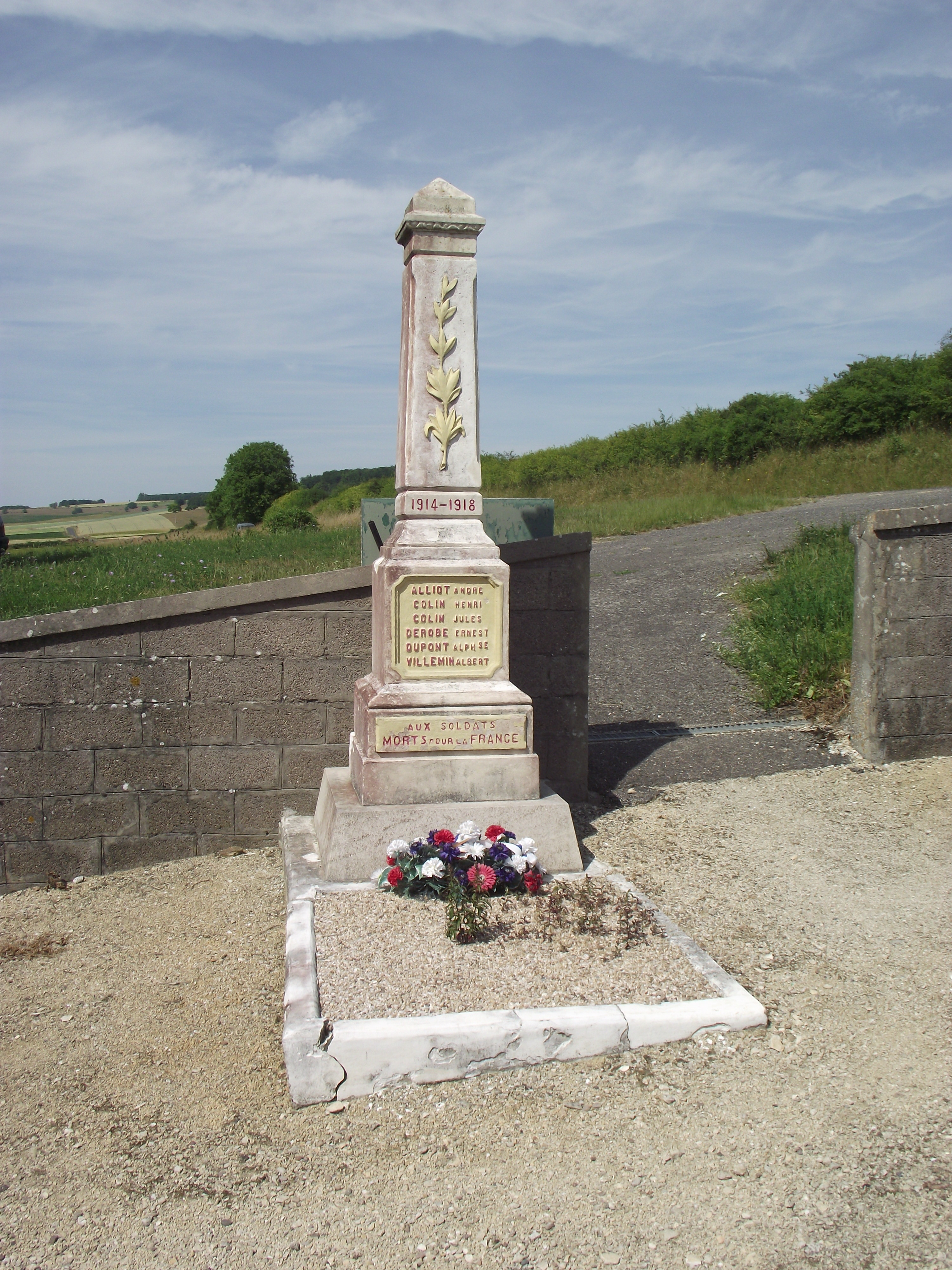
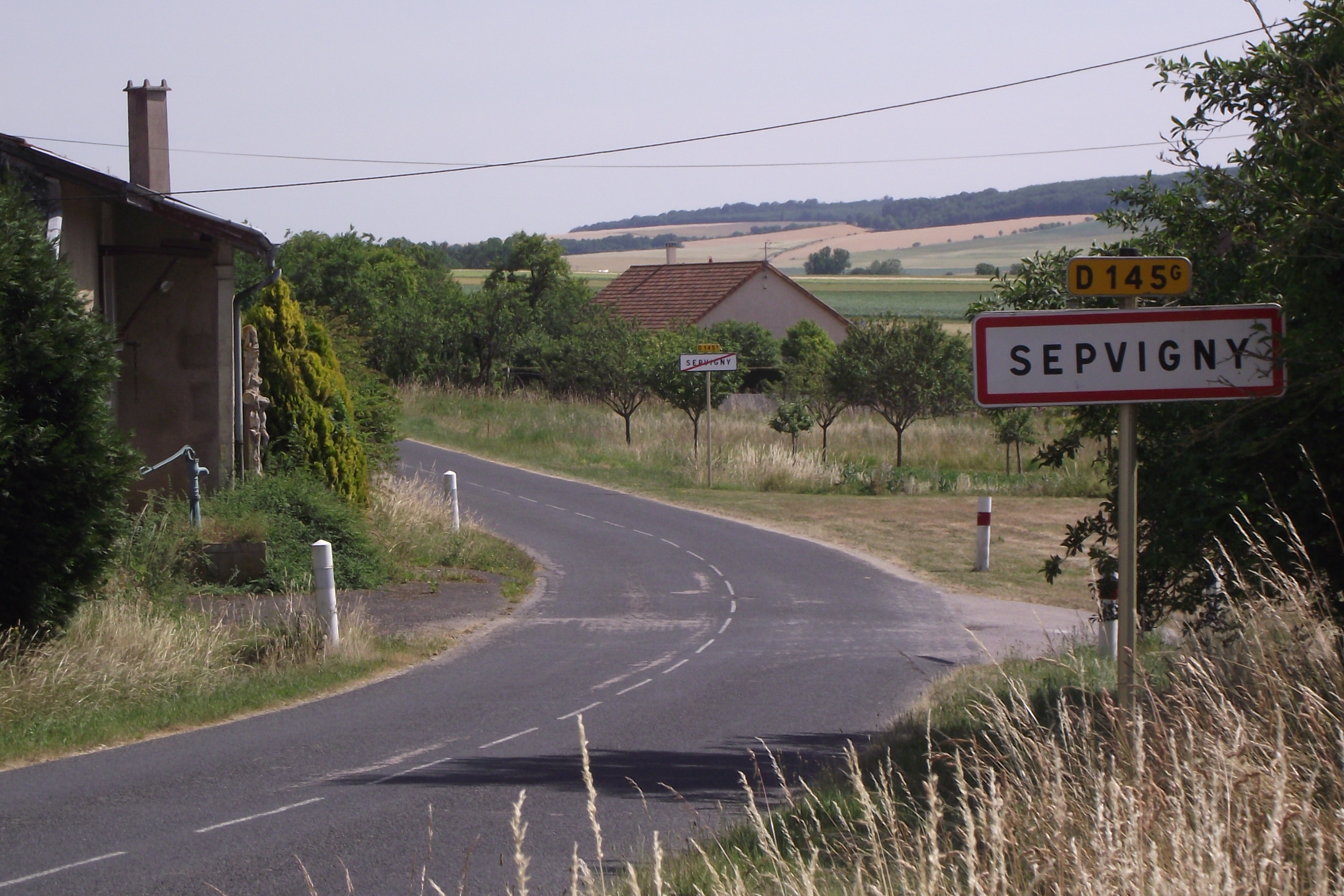